# Mohd Hariff Saleh
Mohd Harrif Salleh (15 de setembro de 1988) é um ciclista malaio profissional que milita nas fileiras do conjunto Terengganu Cycling Team.

## Palmarés
| - 2007 - 1 etapa da Jelajah Malaysia - 1 etapa da Melaka Chief Minister's Cup - 2008 - 1 etapa do Tour do Mar da China Meridional - 2011 - 1 etapa do Tour de Brunei - 2012 - 2 etapas da Jelajah Malaysia - 1 etapa do Tour de Brunei - 2013 - 1 etapa da Jelajah Malaysia - 1 etapa do Tour de Borneo - 2014 - 1 etapa do Sharjah Tour - 1 etapa da Jelajah Malaysia - 2015 - 1 etapa do Tour das Filipinas - Jogos do Sudeste Asiático na prova em estrada | - 2016 - 1 etapa da Jelajah Malaysia - 1 etapa do Tour da Tailândia - 2.º no Campeonato da Malásia em Estrada - 2017 - 1 etapa da Jelajah Malaysia - 2018 - 1 etapa do Sri Lanka T-Cup - 2019 - 1 etapa do Tour de Langkawi - 1 etapa do Tour de Selangor - 2020 - 2 etapas do Tour de Langkawi - 2021 - GP Manavgat |